# علي خداج
علي حسين خداج (1916 - 7 أبريل 1982) روائي وصحفي لبناني. ولد في كفرمتى في قضاء عاليه ونشأ يتيماً. اشتغل عاملاً في المطابع ببيروت وهو طفل وعصامي التعليم. أسس نادياً لكرة القدم في 1935، وجمعية أدبية لتشجيع أصحاب المواهب القلمية في 1960. له كتب مطبوعة وغير مطبوعة ومقالات وبحوث نشرت في بعض الصحف، منهم مذكرات يتيم وهو يوميات طريفة تحدث فيها عن نفسه وعن الأيام السوداء التي قاساها منذ كان طفلا وقدم لهذا الكتاب كمال جنبلاط.

## سيرته
ولد علي بن حسين بن علي بن مسعود بن علم الدين خداج سنة 1916 في كفرمتى في قضاء عاليه وربي يتيماً، وسعى منذ الطفولة إلى كسب رزقه واشتغل عاملاً في إحدى المطابع، واستمر في الدرس والتحصيل، فبرز بين الكتاب، بالإضافة إلى نشاطه في مجالات شتى وخصوصاً الرياضة فأسس نادياً لكرة القدم سنة 1935 أسماه نادي سلطان تيمناً بسلطان باشا الأطرش، ألف كتابه مذكرات يتيم وهو يوميات طريفة تحدث فيها عن نفسه وقدم لهذا الكتاب كمال جنبلاط. وفي سنة 1960 أسس جمعية تشجيع أرباب القلم لمساعدة أصحاب المواهب على نشر مؤلفاتهم وتشجيعهم.

توفي في 7 نيسان 1982.

## مؤلفاته
- مذكرات اليتيم، 1959.
- دماء على الفراش، 1962، ثم حول اسمه إلى عابرة وأعاد طبعه 1965.
- وتر يبكي
- ذئب تحت اللحاف
- فتاة الظلام

وله مقالات وبحوث نشرت في بعض الصحف منها: التلغراف، والبيرق، والدبور، وبيروت المساء والكفاح والشعب.